# Quark (przedsiębiorstwo)
Quark, pełna nazwa Quark Software Inc. – producent oprogramowania komputerowego. Firma Quark została założona w 1981 w Denver w stanie Kolorado (Stany Zjednoczone) i dotąd ma tam swoją siedzibę.
Rynkiem europejskim zajmują się biura w Londynie (Wielka Brytania, Irlandia, państwa skandynawskie oraz Holandia), w Paryżu (Francja, Belgia oraz kraje basenu Morza Śródziemnego) oraz w Hamburgu (środkowa i wschodnia Europa). Centrum logistyczne znajduje się w Szwajcarii, w Neuchâtel. Oprócz biur europejskich firma posiada również oddział w Tokio (Japonia) oraz w Australii.
Prezesem i dyrektorem firmy jest Raymond Schiavone.
Firma Quark specjalizuje się w oprogramowaniu wspomagającym projektowanie publikacji na potrzeby druku i WWW. Ich sztandarowym produktem jest program QuarkXPress przeznaczony do DTP.

## Inne produkty
- QuarkCopyDesk
- Quark Dynamic Document Server (QuarkDDS)
- Quark Publishing System (QPS)
- Quark Content Manager (QCM)